# Henry Stockbridge Jr.
Henry Stockbridge Jr. (ur. 18 września 1856 w Baltimore, zm. 22 marca 1924 tamże) – amerykański polityk, działacz Partii Republikańskiej. W latach 1889–1891 był przedstawicielem czwartego okręgu wyborczego w stanie Maryland w Izbie Reprezentantów Stanów Zjednoczonych.